# Tossal del Comptador
El Tossal del Comptador és una muntanya de 1.523,8 metres que es troba a l'antic municipi ribagorçà d'Espluga de Serra, ara del terme de Tremp, a la comarca del Pallars Jussà. Es troba dins de l'enclavament d'Enrens i Trepadús.
El Tossal del Comptador és un contrafort meridional de la Faiada, que es troba just al nord seu.